# Marcelândia
Marcelândia är en kommun i Brasilien.   Den ligger i delstaten Mato Grosso, i den centrala delen av landet, 900 km nordväst om huvudstaden Brasília. Antalet invånare är 11 994. Arean är 12 294 kvadratkilometer.
Terrängen i Marcelândia är platt.
I omgivningarna runt Marcelândia växer i huvudsak städsegrön lövskog. Trakten runt Marcelândia är nära nog obefolkad, med mindre än två invånare per kvadratkilometer.